# Zefyr
 "Zephyr" omdirigeres hertil. For det britiske bilmærke, se Ford Zephyr.
Zefyr (Ζέφυρος, Zephyros) er vestenvinden i den græske mytologi, forårsbebuder og den der modner kornet.
Ifølge Hesiod var hans forældre Eos og Aiolos, og hans brødre (også vinde) er Boreas, Notos og Euros.
- Wikimedia Commons har flere filer relateret til Zefyr

| Mytologi | Spire Denne artikel om mytologi er en spire som bør udbygges. Du er velkommen til at hjælpe Wikipedia ved at udvide den. |